# Слава (телесериал, 2022)
«Слава» (кор. 더 글로리) — южнокорейский телесериал в жанре психологического триллера о мести, снятый Ан Гильхо по сценарию Ким Ынсук. В главных ролях Сон Хегё, Ли Дохён, Лим Джиён, Ём Хёран, Пак Сонхун и Чон Суниль.
Первая и вторая части сериала были выпущены 30 декабря 2022 года и 10 марта 2023 года соответственно на Netflix. На 59-й премии Пэксан «Слава» получила восемь номинаций, выиграв три — Лучшая дорама, Лучшая женская роль, Лучшая женская роль второго плана.

## Сюжет
Бывшая жертва школьной травли мстит своим обидчикам, устроившись на работу учителем начальных классов в школу ребенка обидчика.

## В ролях
- Сон Хегё — Мун Донын, классный руководитель 1-2 класса младшей школы Семянг. В старших классах была объектом постоянных издевательств со стороны Ёнчжин и её компании. В конце концов она бросила школу, а затем начала разрабатывать тщательно продуманный план мести Ёнчжин;
- Ли Дохён — Чжу Ёчжон, пластический хирург. Научил играть в го Донын;
- Лим Джиён — Пак Ёнчжин, ведущая прогноза погоды, в старших классах издевалась над Донын;
- Ём Хёран — Кан Хённам, домработница, ставшая работать на Донын в слежке;
- Пак Сонхун — Чон Чжэчжун, наследник загородного клуба. Состоял в компании, издевавшийся над Донын;
- Ким Хиора — Ли Сара, участница церковного хора, возглавляемого её богатым отцом-пастором, сделала карьеру известного художника-абстракциониста. Она была частью компании Ёнчжин;
- Ча Чжуён — Чхве Хёчжон, стюардесса чьи родители являются владельцами химчистки. Она была частью компании Ёнчжин;
- Ким Гону — Сон Мёно, был в компании, издевавшейся над Донын. Повзрослев, без связей и образования, он работает мальчиком на побегушках у Чжэ Чжуна и наркоторговцем у Сара;
- Чон Сониль — Ха Доён, муж Ёнчжин.

## Эпизоды
| Сезон   | Серии | Серии | Даты показа     | Даты показа     |
| ------- | ----- | ----- | --------------- | --------------- |
| Часть 1 | 8     | 8     | 30 декабря 2022 | 30 декабря 2022 |
| Часть 2 | 8     | 8     | 10 марта 2023   | 10 марта 2023   |

## Производство

### Съемки
Подготовка сериала началась в январе 2021 года. Сериал полностью спродюсирован компанией Hwa&Dam Pictures и считается оригинальным сериалом Netflix. Всего в веб-сериале один сезон, состоящий из двух частей по 8 эпизодов в каждой. Премьера первой части состоялась 30 декабря 2022 года, а второй — 10 марта 2023 года.

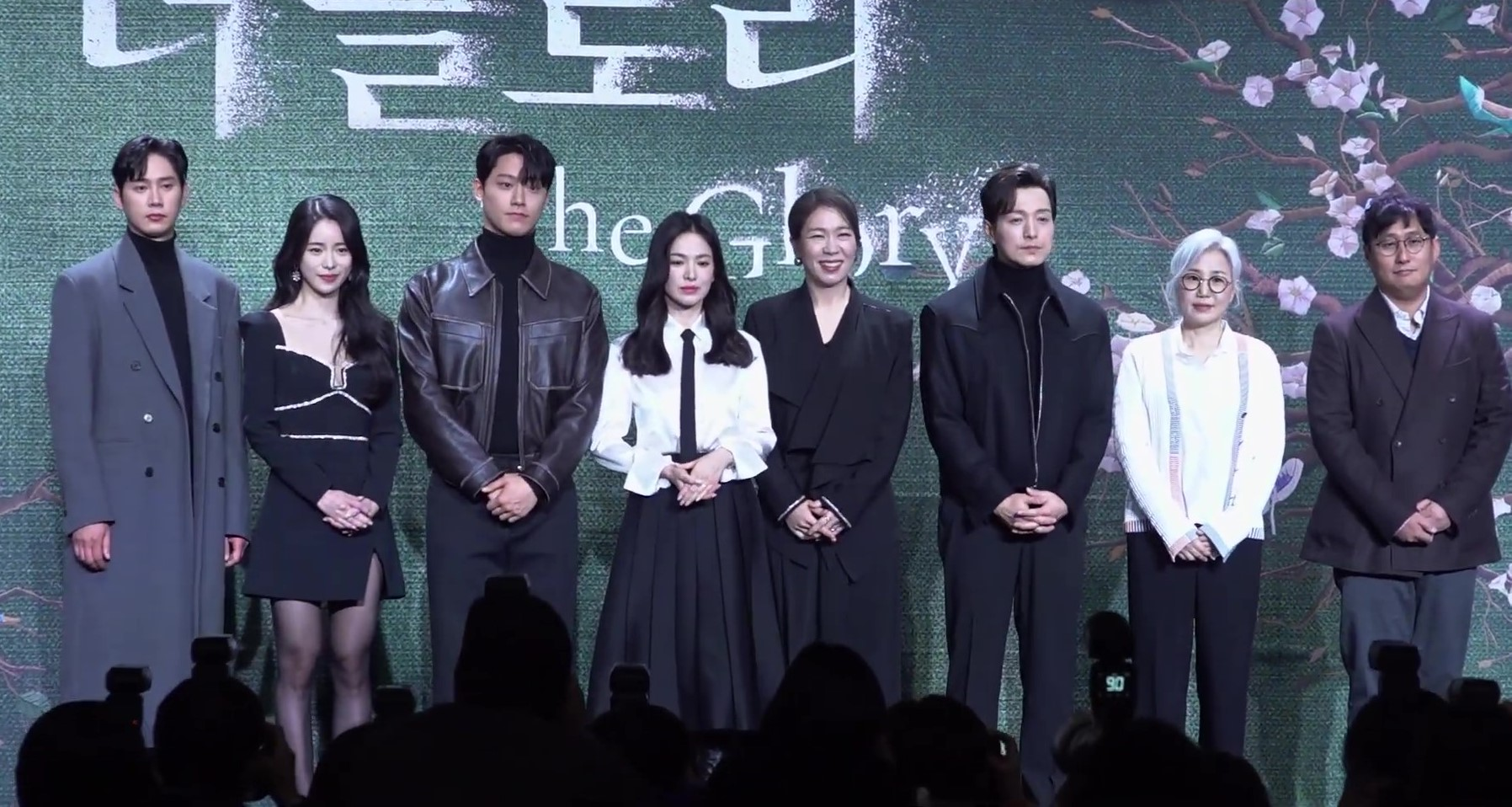
Актеры, сценарист и режиссер на пресс-конференции в декабре 2022 года.

### Кастинг
В июле 2022 года было подтверждено производство веб-дорамы «Слава», в актёрский состав которой вошли Сон Хегё, Ли Дохён, Лим Джиён, Ём Хёран, Пак Сонхун и Чон Суниль.

## Критика
На сайте Rotten Tomatoes рейтинг одобрения телесериала составляет 83%, основываясь на 6 отзывах.
Сериал подвергся критике за графическое изображение насилия, но также получил похвалу за показ продолжающихся злоупотреблений среди учащихся южнокорейских школ. Сцены насилия в первых сериях напомнили южнокорейским зрителям об инциденте 2006 года, когда одноклассники избивали и жгли ученицу средней школы в течение 20 дней, не давая ее ранам зажить. В итоге она была госпитализирована на шесть недель. Впоследствии один из преступников был арестован, а к школе и ее персоналу были применены «административные меры».

## Награды и номинации
| Год  | Награда | Категория                    | Фильм/Сериал | Итог      | Ссылки |
| ---- | ------- | ---------------------------- | ------------ | --------- | ------ |
| 2023 | Пэксан  | Гран-при                     | Слава        | Номинация | [ 12 ] |
| 2023 | Пэксан  | Лучший сериал                | Слава        | Победа    | [ 12 ] |
| 2023 | Пэксан  | Лучшая актриса               | Сон Хегё     | Победа    | [ 12 ] |
| 2023 | Пэксан  | Лучший актёр второго плана   | Пак Сонхун   | Номинация | [ 12 ] |
| 2023 | Пэксан  | Лучшая актриса второго плана | Ём Хёран     | Номинация | [ 12 ] |
| 2023 | Пэксан  | Лучшая актриса второго плана | Лим Джиён    | Победа    | [ 12 ] |
| 2023 | Пэксан  | Лучший актёр-новичок         | Ким Гону     | Номинация | [ 12 ] |
| 2023 | Пэксан  | Лучшая актриса-новичок       | Ким Хиора    | Номинация | [ 12 ] |
| 2023 | Пэксан  | Лучший сценарий              | Ким Ынсук    | Номинация | [ 12 ] |
| 2023 | Пэксан  | Техническая награда          | Чан Чонгён   | Номинация | [ 12 ] |